# Ada Lichtman
Ada Lichtman, született Fischer (1915. január 1. – 1993) a sobibóri megsemmisítőtábor foglya és az 1943. október 14-ei felkelés és szökés egyik túlélője volt.

## Élete

### Élete a táborokban
Elsőként  Hrubieszówba deportálták. Így számol be a táborról: Hrubieszów-t szögesdrót-kerítés veszi körül. Mind a négy sarokban őrtornyok és fegyveres őrök vannak gépfegyverekkel.  Másnap hajnalban társaival együtt  a vasútállomásra viszik, majd marhavagonokba zsúfolják őket. Azt mondák nekik, hogy Ukrajnába fognak kerülni, ám amikor a vonat megáll,  észreveszik az SS Sonderkommando Sobibór feliratot a vasútállomáson. A Hrubieszów-ból érkező 8000 fogolyból csupán hárman maradnak életben: Ada és két másik fiatal lány. Mosónőként kaptak munkát. Az érkezésük napján a tábor két fogvatartottja, egy katona kíséretében, két kosarat hozott koszos ruhákkal, melyek tetvekkel voltak fertőzöttek. Már az első éjszaka egy rémálom volt számára, mivel többek között hallotta azt is, ahogy az ukrán őrök megerőszakolják a fiatal lányokat, mielőtt a halálba küldenék őket.
A mosoda a barakk mellett helyezkedett el. Ada beszámol arról, hogy egyik nap látott két embert egy cipelve, melyen egy vajúdó nő feküdt. Gustaw Wagner SS-tiszt az újdonsült anya mellett volt. Magához hívatta Klattot, az ukrán őrségből. Átadott neki egy csomagot, melyet Klatt a mosdóba vitt. Az anyát pedig a III-as lágerbe szállították. Néhány nappal később egy csecsemő holttestét látták lebegni a vízelvezető árokban.

### Szökés és menekülés
Ada azon kevesek közé tartozott, akiket beavattak a szökésbe. A mosodában dolgozó nők feladata az volt, hogy minél több lőszert lopjanak el azokból a házakból, ahol az SS élt. A felkelőket tiszta fehérneművel és ruházattal is el kellett látniuk. Miután sikeresen megszökött, három lánnyal – Ulla Stern, Cathy és Ruth – vándorolt az erdőben. Később többen is csatlakoztak hozzájuk, és több napnyi viszontagságos út után belebotlottak a partizánok táborába. Korábban már néhányan egy közeli faluban maradtak, de Ada minél messzebb akart kerülni Sobibórtól. A partizánok segítettek a legyengült nőnek, aki így életben maradt.

### Későbbi élete
A táborban megismerkedett  Itzhak Lichtmannal, akihez később feleségül ment. 
Itzhak és Ada 1950-ben Izraelbe emigráltak. Karaktereik szerepeltek az 1987-es Szökés Sobibórból című filmben.  Korábban Richard Rashke,  a film forgatókönyvírója interjút készített  velük , mely megjelent az azonos című könyvben. Ada Lichtman 1961. április 28-án  tanúként megjelent az Eichmann-perben.

## Fordítás
- Ez a szócikk részben vagy egészben  az   Ada Lichtman című német Wikipédia-szócikk ezen változatának fordításán alapul.  Az eredeti cikk szerkesztőit annak laptörténete sorolja fel. Ez a jelzés csupán a megfogalmazás eredetét és a szerzői jogokat jelzi, nem szolgál a cikkben szereplő információk forrásmegjelöléseként.